# Gabriele Capodilista
Gabriele Capodilista (... – Padova, 1477) è stato uno scrittore e viaggiatore italiano.

## Biografia
Fin da giovane si pose al servizio della Chiesa cattolica, servendo il cardinale Ludovico Scarampi. Nel 1458, insieme al cugino Antonio ed un suo servo, che aveva nome Tommaso, intraprese un lungo viaggio in Terrasanta.
Dopo un tumultuoso viaggio per mare, sotto la guida di Roberto Sanseverino, giunsero a Giaffa. Vestiti sobriamente si recarono a Gerusalemme e da lì in altri importanti centri.
Il 14 luglio Capodilista tornò in patria, a Padova.
Scrisse un valido Itinerario in Terrasanta, al quale è dovuta la sua grande fama. Tale opera fu utilizzata largamente come base, tra gli altri, da Santo Brasca per il suo Itinerario alla santissima città di Gerusalemme.

## Opere
- Gabriele Capodilista, Itinerario in Terra Santa, Pietro da Colonia, 1475.